# Stazione di Higashi-Fussa
La stazione di Higashi-Fussa (東福生駅?, Higashi-Fussa-eki) è una stazione ferroviaria situata nell'area metropolitana di Tokyo, a Fussa. Essa serve la linea Hachikō della JR East e i servizi diretti sulla linea Kawagoe provenienti da Hachiōji.

## Linee
JR East
■ Linea Hachikō
■■ Linea Hachikō - Kawagoe (servizio ferroviario)

## Struttura
La stazione è costituita da un marciapiede a isola con due binari passanti in superficie, collegato al fabbricato viaggiatori posto sopra di esso. Sono presenti sensori per il supporto alla bigliettazione elettronica Suica e distributori automatici di biglietti.
| 1 | ■ Linea Hachikō           | per Komagawa, Takasaki e Kawagoe |
| 2 | ■ Linea Hachikō e Kawagoe | per Haijima e Hachiōji           |

## Stazioni adiacenti
| «             | Servizio      | »             |
| Linea Hachikō | Linea Hachikō | Linea Hachikō |
| ------------- | ------------- | ------------- |
| Haijima       | Locale        | Hakonegasaki  |